# جینی سیمز
جینی سیمز (انگلیسی: Ginny Simms؛ ۲۵ مه ۱۹۱۵ – ۴ آوریل ۱۹۹۴) یک هنرپیشه و خواننده اهل ایالات متحده آمریکا بود.